# Walkyria Santos
Valquiria Bezerra dos Santos (Monteiro, 9 de fevereiro de 1978), mais conhecida como Walkyria Santos, é uma cantora brasileira de forró eletrônico. Tornou-se conhecida por integrar os vocais da Banda Magníficos, gravando vários sucessos, que a consagrou no meio forrozeiro.

## Biografia
Em 1994, aos 16 anos de idade, foi convidada para cantar na Banda Percurso Musical que foi criada em Monteiro. No ano de 1995, integrou os vocais da banda Magníficos, gravando o primeiro LP da banda com a canção "Amor Pra Sempre". Em 1996, gravou o segundo álbum Meu Tesão É Você. Em 1997 veio o álbum Me Usa". A cantora alcançou grande projeção, através desse álbum, ganhando conhecimento nacional com a canção "Me Usa", título do álbum, entre outras de grandes sucessos. De 1995 a 2000, foram 7 álbuns gravados em que emplacou grandes sucessos de sua carreira na época. Em 2000, Walkyria deixa a banda Magníficos para seguir carreira solo. Em 2001 lançou seu primeiro disco Do Mesmo Jeito. Depois vieram os álbuns Abre-te Césamo, A Loba, A voz Magnífica do Forró, WS & Forró Cidade Nua e seu primeiro DVD Walkyria Santos Acústico. No ano de 2006, retorna para a banda Magníficos. Em 2014, se desliga da banda Magníficos e íntegra os vocais da banda Solteirões do Forró.
Atualmente, Walkyria segue carreira solo, tem mais de 25 anos de carreira.
Em 2017 Walkyria retomou à sua carreira solo. Lançando as músicas "Teco Teco" e "Cinco Chamadas" dueto com o filho Bruno Santos, incluída no CD Ela Não é Santa. No ano de 2018 lançou seu segundo DVD Walkyria In Roça com o sucesso "De Duas Uma".
Em 2019, gravou o DVD Única em comemoração dos seus 25 anos de carreira, foi gravado na Paraíba, onde cantou seus grandes sucessos e tendo participações especiais de: Márcia Fellipe, Avine Vinny, os sertanejos Luíza & Maurílio, Priscila Senna, Tayrone e muitos outros.
Walkyria é uma das cantoras mais premiadas no meio forrozeiro.  Entre eles a mesma ganhou o "Prêmio Forrozão" como melhor cantora e melhor clipe no ano de 2015, e o “Prêmio Jackson do Pandeiro e Gonzagão” como melhor cantora em 2010 no maior São João do mundo em Campina Grande-PB.
Em 2021, o seu filho com apenas 16 anos, tirou a própria vida, após ter sido criticado e recebido comentários negativos em um vídeo postado em rede social.
Em 2021, gravou o seu quarto DVD Única 2 que foi gravado em Rio Grande do Norte, Natal, onde teve várias participações especiais como: Solange Almeida, Taty Girl, Yara Tchê e Sâmya Maia, entre outros.